# یونکرس
یونکرس (Junkers) نام شرکت تولیدکننده عمده هواپیما در آلمان بوده‌است که برخی نوآورانه‌ترین و بهترین طراحی و شناخته شده‌ترین تولیدات مهندسی هوایی را به مدت پنجاه سال در شهر دسائو در شرق آلمان به وجود آورد.
این کمپانی را هوگو یونکرس در سال ۱۸۹۵ تأسیس تا دیگ‌های بخار و رادیاتور تولید کند. در طول جنگ جهانی اول و پس از آن، هواپیماهایی تمام فلزی برای نخستین بار تولید کرد.
در دوران جنگ جهانی دوم به تولید هواپیماهای پیستونی و جت روی آورد و مؤسس آن را نیز نازی‌ها از میان برداشتند.

## یونکرس در ایران

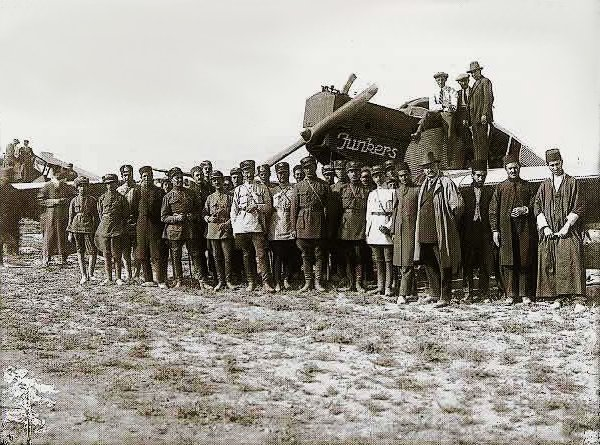
یک فروند هواپیمای یونکرس (اثر آنتوان سوریوگین)

یک فروند هواپیمای یونکرس بر فراز تهران (اثر والتر میتل‌هولتسر حوالی سال ۱۳۰۳)

در سال ۱۳۰۳ و در پی تشکیل نیروی هوایی شاهنشاهی ایران نخستین محمولهٔ هواپیماهای نظامی سفارش داده شده در بندر بوشهر تخیله و سپس از این فرودگاه به سایر نقاط ایران اعزام شدند. در سال ۱۳۰۴ وزارت پست و تلگراف ایران قراردادی با شرکت آلمانی یونکرس بست و حق انحصاری هواپیمایی در کشور را در سه خط به مدت پنج‌ سال به این شرکت داد:
- طهران ـ بندر پهلوی
- طهران ـ بندر بوشهر
- طهران ـ قره تو (قطور)

این قرارداد، شرکت یونکرس را متعهد می‌کرد هواپیماهای بزرگ سه موتوره به کار گیرد و در خطوط فوق پروازهای هفتگی برقرار و ظرف سه ماه دست کم یکی از خطوط فوق و سپس، بقیه خطوط را بسرعت به خطوط پستی هوائی اروپا وصل کند. در مقابل، هزینه اضافی پست هوائی که از فرستندگان محموله‌ها دریافت می‌شد، تا میزان حداکثر ماهیانه سه هزار تومان به یونکرس تعلق می یافت و همچنین دولت ایران تعهد می‌کرد تا هجده ماه، به ازای هر کیلومتر پرواز، سه قران به شرکت یونکرس بپردازد. سقف محموله‌ای که برای حمل هر هواپیما تعیین شد، ۷۵ کیلوگرم بود و ماهیانه یک محل خالی برای حمل مسافر نیز به رایگان در اختیار وزارت پست و تلگراف گذاشته می شد.
یونکرس متعهد می‌شد یک شرکت هواپیمایی ایرانی نیز تأسیس کند، یک کارگاه بزرگ در تهران برای تعمیر هواپیماها و کارگاههای کوچکی در دیگر نقاط مهم کشور بسازد، مدرسه‌ای برای تربیت خلبان و مکانیک هواپیما راه‌ بیندازد و برای این مدرسه هواپیماهای آموزشی وارد کند. همچنین، دست کم به صورت پیاپی و هر بار، دو شاگرد ایرانی را که به هزینه دولت ایران به آلمان فرستاده می‌شوند بپذیرد تا در موسسات یونکرس، برای خلبانی و دیگر خدمات پرواز آموزش ببینند. یونکرس همچنین تعهد می کرد در صورت بروز جنگ داخلی یا خارجی، همه امکانات و کارکنان خود را در اختیار وزارت جنگ بگذارد.
در این قرارداد پیش بینی شده بود که پس از آموزش خلبانان و مکانیکهای ایرانی، این خطوط نیز به خطوط هوائی ایران افزوده شود:
- طهران - مازندران -
- مشهد - سرحد ترکستان (ترکمنستان)
- طهران- تبریز
- مشهد - سرحد افغانستان
- طهران - مشهد
- بوشهر - محمره (خرمشهر) - دزفول
- اصفهان - یزد - کرمان
- کرمان - دزدآب (زاهدان)
- کرمانشاه - سلطان‌آباد (اراک) - اصفهان -
- بندر پهلوی - بندرجز (بندرگز)
- مشهد - دزدآب (زاهدان)
- طهران - سلطان‌آباد (اراک)
- تبریز - جلفا
- تبریز - سرحد ترکیه

از دیگر تعهدات یونکرس این بود که در صورت خواست دولت ایران، وسائل فنی و متخصصان و هواپیماهای خود را در اختیار دولت ایران بگذارد و تنها هزینه آنها را دریافت کند و همچنین چون دولت چین، قصد داشت خطوط هوائی خود را از طریق ایران به اروپا وصل کند، این خواسته را برآورده کند. این قرارداد در بیستم بهمن ۱۳۰۴ به تصویب مجلس شورای ملی رسید.

## مدلهای یونکرس
- یونکرس و۳۳
- یونکرس یو ۵۲